# 永田耕一
永田 耕一（ながた こういち、1952年2月23日 - ）は、日本の俳優、声優、タレント。長崎県出身。TMエンタテインメント、劇団スーパー・エキセントリック・シアター所属。

## 人物
身長168cm。体重67kg。血液型はA型。
趣味は映画、ビデオ鑑賞。特技はタップダンス、指芸、殺陣。

## 経歴
文学座附属演劇研究所、劇団青俳を経て、「大江戸新喜劇」の立ち上げに参加。
1983年、三宅裕司、山崎大輔、小倉久寛、三谷悦代らと共に「劇団スーパー・エキセントリック・シアター」を設立。

## 出演

### 映画
- 夜明けのランナー（1983年）
- 居酒屋ゆうれい（1994年）
- 大夜逃げ 夜逃げ屋本舗3（1995年）
- ekiden 駅伝（2000年） - 審判 役
- 地獄甲子園（2003年） - 校長 役
- 釣りバカ日誌14 お遍路大パニック!（2003年）
- 情無用の刑事まつり「パラダイスボンボン刑事」（2005年） - 主演
- 番長学園 スパイ上等!（2005年）
- 真木栗ノ穴（2008年） - 柴田実 役
- フレイム（2009年）
- ライバルは黒光り（2010年）
- 教科書にないッ！5（2019年、日本出版販売） - 五月卯吉 役[4]
- 教科書にないッ！6（2019年、日本出版販売） - 五月卯吉 役[5]

### テレビドラマ
NHK
- 土曜ドラマ
  - 優しい時代（1978年） - 大学生 役
- ゲームの達人（2000年）
- 茂七の事件簿 新ふしぎ草紙（2002年） - 八助 役
- 転がしお銀 父娘あだ討ち江戸日記（2003年）
- ドリーム〜90日で1億円〜（2004年）
- 慶次郎縁側日記（2006年）
- 柳生十兵衛七番勝負 最後の闘い（2007年） - 黒川 役
- 森山家の大パニック!（2008年）
- トップセールス（2008年）
- 大河ドラマ 龍馬伝（2010年） - 林大学頭 役
- 君たちに明日はない（2010年）
- 桂ちづる診察日録（2010年）
- 坂の上の雲（2011年） - 鈴木 役
- 大河ドラマ 八重の桜（2013年）
- ガラスの家（2013年） - 尾上昌樹 役
- 吉原裏同心（2014年） - 幸造 役

日本テレビ
- ギャグパラダイス!俺たちにカギはない（1986年）
- いけない女子高物語（1990年）
- 竜馬におまかせ!（1996年）
- ピーチな関係（1999年）
- 非破壊検査Presents お江戸ミステリー 家康が最も怖れた仕掛人（2011年） - 徳川家康 役
- 約束のステージ 〜時を駆けるふたりの歌〜（2019年2月22日）

TBS
- ぼくの妹に5（1979年）
- 冗談ストリート（1985年）
- 週末にラブソング（1988年）
- おとなの選択（1992年）
- HOTEL 第4シリーズ（1995年） - 編集者 役
- 月曜ドラマスペシャル
  - 「冠婚葬祭殺人事件」（1997年）
  - 「十津川警部シリーズ13特急しなの21号殺人事件」（1997年） - 長野県警捜査一課長 役
- ベストパートナー（1997年）
- さしすせそ!?（1997年）
- 虹のかなた（2004年）
- ですよねぇ。（2006年）
- スイーツドリーム（2006年）
- 冗談じゃない!（2007年）
- 渡る世間は鬼ばかり（2011年） - 菅井部長 役
- 月曜ゴールデン
  - 「捜査指揮官 水城さや 3」（2015年）

フジテレビ
- ハーイあっこです（1984年）
- 君の瞳をタイホする!（1988年）
- 主婦たちのざけんなヨ II（1992年）
- うたう!大龍宮城（1992年） - ヒトデ 役
- ブスの瞳に恋してる（2006年）
- 金曜プレステージ
  - 「岡部警部シリーズ 1」（2006年）
- 浅見光彦シリーズ 30（2008年） - 川島孝司 役
- NO-NO

テレビ朝日
- カケオチのススメ（1995年）
- 土曜ワイド劇場
  - 「探偵事務所 3」（1996年） - 北野医師 役
  - 「同居人カップルの殺人推理旅行 4」（1996年） - 桂木刑事 役
  - 「厄除け商売繁盛殺人事件 3」（1996年）
  - 「西村京太郎トラベルミステリー 31」（1997年） - 平井 役
  - 「作家 小日向鋭介の推理日記 7」（1997年）
  - 「終着駅シリーズ 12」（2000年） - 黒川刑事 役
  - 「おかしな刑事 2」（2005年）
  - 「新聞記者・鶴巻吾郎 3」（2009年） - 藤岡 役
  - 「温泉 (秘) 大作戦 9」（2010年） - 秋吉刑事 役
  - 「デパート仕掛け人!天王寺珠美の殺人推理」（2010年）
- ビーファイターカブト（1996年） - 平野敏司 役
- 闇のパープル・アイ（1996年）
- せつない〜TOKYO HEART BREAK〜（1998年）
- はみだし刑事情熱系 PART4（1999年）
- 月下の棋士（2000年）
- 仮面ライダーシリーズ
  - 仮面ライダー555（2003年）
  - 仮面ライダー剣（2004年） - 鯛次郎 役
- 刑事部屋〜六本木おかしな捜査班〜（2005年）
- 7人の女弁護士（2006年）
- 炎神戦隊ゴーオンジャー（2008年） - 藤尾万旦 役
- 相棒
  - （2014年） - 和田廣樹 役
  - Season22（2024年） - 榊郁次郎 役
- セカンド・ラブ（2015年） - 内藤教頭 役
- 警視庁・捜査一課長（2017年） - 行木芳雄 役
- やすらぎの郷（2017年） - 辻井誠 役
- やすらぎの刻〜道（2019年） - 辻井誠 役
- 東京地検の男（2021年） - 国選弁護人

テレビ東京
- ハイスクール大脱走（1991年）
- 超光戦士シャンゼリオン（1996年） - 医師/闇生物バタンザ 役
- GO! GO! HEAVEN! 自決少女隊（2005年）
- 水曜ミステリー9
  - 「農家の嫁は弁護士!神谷純子のふるさと事件簿 3」（2007年） - 松田秀男 役
- 秘書のカガミ（2008年） - 高木茂 役
- 14歳〜千原ジュニア たった1人の闘い（2009年）

BS-i
- 怪談新耳袋（2005年）
- スパイ道（2005年）

BS朝日
- ラストメール - Message from SUNS&RIVER -（2008年）

### バラエティ
- TVグラフィックおしゃべりトマト（1983年 - 1995年）
- 三宅裕司じゃん!（1985年）
- 大きなお世話だ（1985年 - 1986年）
- SUPER WEEKEND LIVE 土曜深夜族（1988年 - 1989年）
- それ行け!HOMO LUDENS（1989年 - 1990年）
- 日本語なるほど塾（2004年 - 2005年）
- 経済ドキュメンタリードラマ ルビコンの決断 青色発光ダイオードを作った男・中村修二（2009年）

### 吹き替え
- アミューズメント・シアター バットマン（1990年、テレビ東京） - ねんどマン 役

### オリジナルビデオ
- くりいむレモン
  - くりいむレモン 亜美の日記（2005年） - 雨宮 役
  - くりいむレモン 蕾のかたち（2006年）

### 舞台
- 劇団スーパー・エキセントリック・シアター全公演
- 小美代姐さん花乱万丈（2003年）
- パラサイトパラダイス（2003年）
- メアリー・ステュアート（2007年）
- 雨（2011年）
- ORANGE（2011年）
- おい!オヤジ（2012年）
- 劇団ワンツーワークス ジレンマジレンマ（2012年）
- エキスポ
- 神［GOTT］（2024年）[6]

### CM
- セガトイズ C-bot（2001年）
- アットローン（2003年）
- 小林製薬 パーシャルデント（2003年）
- 三菱UFJニコスカード（2005年）
- NTT西日本 フレッツ（2005年）
- キリン のどごし生（2005年）
- アプレシオ（2006年）
- プロミス（2007年）
- ネッツトヨタ（2007年、WEB版）
- ユーキャン（2010年）
- 小田急ロマンスカー
- エヌ・ティ・ティ・ドコモ中国
- 第一三共ヘルスケア 新三共胃腸薬

### PV
- イエロー・マジック・オーケストラ 『サーヴィス』（1983年）
- サザンオールスターズ 『TSUNAMI』（2000年）

### VP
- 東京海上日動火災保険

### ラジオ
- 高橋幸宏のオールナイトニッポン（1983年、ニッポン放送）
- 三宅裕司のヤングパラダイス（1984年 - 1990年、ニッポン放送）
- 青春ファンタジア 菊池桃子 あなたと星の上で（1986年 - 1988年、ニッポン放送） - パートナー
  - 青春ファンタジア 菊池桃子 あなたと星の上で 2024（2024年10月5日）
- DoCoMo MIDNIGHT ON THE PLANET（2006年、J-WAVE）
- 青春アドベンチャー ベルリンの秋（2007年、NHK-FM）
- THE FANTASTIC HOTEL（2007年、茨城放送）
  - 第2話 - 部長 役
  - 第8話 - 大西吾郎 役

### イベント
- 青春ファンタジア 菊池桃子あなたと星の上で 2024（2024年12月23日・24日〈予定〉、日本橋三井ホール）[7]